# لئونتین د مائسن
لئونتین د مائسن (فرانسوی: Léontine de Maësen‎؛ ‏ ۱۵ ژوئیهٔ ۱۸۳۵ – ۱۹۰۶ میلادی) خواننده سوپرانوی اپرا اهل بلژیک بود که مابین سال‌های ۱۸۵۸ تا ۱۸۶۸ در فرانسه فعالیت داشت.
شهرت امروزی او به واسطهٔ نخستین اجرای نقش لیلا در اپرای صیادان مروارید ژرژ بیزه در سال ۱۸۶۳ میلادی در پاریس است.